# کشف‌الاسرار و عدةالابرار
کشف الاسرار و عدة الابرار کتابی در تفسیر قرآن و بزرگترین و کهن‌ترین تفسیر عرفانی فارسی، نوشتهٔ ابوالفضل رشید الدین میبدی در سال ۵۲۰ قمری (۵۰۴ خورشیدی/ ۱۱۲۶ میلادی) است. این کتاب بر اساس تفسیر هروی خواجه عبدالله انصاری (یا همان بخشی از تفسیری کهن به پارسی که توسط مرتضی آیت‌الله‌زاده شیرازی منتشر شد.) در ده جلد نوشته شده است.

## نویسنده
در گذشته نویسندهٔ این تفسیر که به عنوان نخستین و مهم‌ترین تفسیر عرفانی از قرآن نامور است به درستی مشخص نبود. برخی آن را نوشته خواجه عبدالله انصاری می‌دانستند و برخی دیگر از جمله محمد معین آن را به سعدالدین تفتازانی نسبت می‌دادند. در نتیجهٔ تحقیقات علی‌اصغر حکمت، نویسندهٔ این کتاب مشخص شد و در سال ۱۳۳۷ به‌دست دانشگاه تهران چاپ گردید.
رشیدالدین میبدی در این کتاب ابتدا بخشی از آیات را بدون توضیح به فارسی ترجمه کرده، سپس عقاید مفسران و تحقیقات اهل فن را دربارهٔ تفسیر همان قسمت شرح می‌دهد و در بخش سوم به بیان نکات عرفانی خصوصاً به نقل از مراد خود خواجه عبدالله انصاری می‌پردازد.

این کتاب از سوی علی‌اصغر حکمت در ده جلد تصحیح و منتشر گردیده است. وی دربارهٔ این کتاب می‌گوید:
نخستین بار که راقم سطور به وجود این تألیف شریف و تفسیر لطیف آگاه شد در سال ۱۳۲۵ شمسی بود در آن موقع که در دانشکده ادبیات دانشگاه تهران برای زمره‌ای از دانشجویان دانش‌پژوه خلاصه‌ای از تاریخ علم تفسیر قرآن بیان می‌نمود به مجموعه‌ای مراجعه نمود که پروفسور استوری راجع به آثار ادبی زبان فارسی نگاشته است… و این کتاب را به غلط به سعدالدین تفتازانی نسبت داده است. و به وجود کاملی از آن را در کتابخانه یِنی‌جامع استانبول تصریح می‌نماید… دو نسخه از همان تفسیر متعلق به آقای خلیل‌الله خان خلیلی در کابل بود… و نیز در کتابخانه آستان قدس رضوی نیز به دو نسخه از این کتاب برخورد نمودم… با کمال تأسف اصل تفسیر خواجه انصاری در دست نیست… از مطالعه و تصفح در این نسخ معلوم شد که کتاب مذکور خزانه‌ای‌است آگنده به لئالی و جواهر، مشتمل بر تفسیر قرآن شریف به سبک مفسرین عامّه… کتابی است بی نظیر و بدیل و گنجی است بی شبیه و مثیل که در بحث از کلمات رب جلیل برای عباد ذلیل به پارسی گرد کرده و به روزگاران، به یادگار گذاشته است… پس به عنایات وزارت معارف دولت جمهوری ترکیه در استانبول از نسخه موجود در ترکیه عکس‌برداری شد… و به یاری رحیم‌الله خان سفیر افغانستان در تهران از نسخه‌ای در میر گازرگاه هرات نیز عکس‌برداری شد… و شورای دانشگاه تهران در تاریخ آذر ۱۳۲۹ طبع کشف الاسرار و عدة الابرار را تصویب نمود… کتاب قطع نظر از جنبه دینی از لحاظ ادبی و همچنین در مباحث عرفانی و تصوّف یکی از نوادر زبان فارسی است که مانند گنجی ثمین هزاران فایده علمی و ادبی و لغوی و تاریخی را به پارسی‌زبانان تقدیم می‌دارد و صدها لغات و اصطلاحات رایج در قرن پنجم و ششم هجری که دوره اوج ادبیات فارسی بوده است، در این گنجینه وجود دارد و طالبان ادب و لغت و صرف و نحو از آن بهره‌مند توانند شد.